# عدد مثلثي

الأعداد المثلثية الستة الأولى

العدد المثلثي (بالإنجليزية: Triangular number)‏ هو مجموع الأعداد الطبيعية من 1 إلى n بالشكل:
{\displaystyle T_{n}=1+2+3+\dotsb +(n-1)+n={\frac {n(n+1)}{2}}={\frac {n^{2}+n}{2}}={n+1 \choose 2}.}
تعطى الأعداد الأولى من سلسلة الأعداد المثلثية كالتالي:
1 - 3 - 6 - 10 - 15 - 21 - 28 - 36 - 45 - 55 - 66 - 78...
الأعداد المثلثية أكثر كثافة من معظم الأعداد المضلعية الأخرى. كثافة الأعداد المثلثية بالنسبة للكثافة الأعداد المربعة تساوي {\displaystyle {\sqrt {2}}=1,414...}.

## علاقة العدد المثلثي بالأعداد الشكلية
للأعداد المثلثية علاقة وطيدة بالأعداد الشكلية الأخرى. حيث يعتبر العدد المثلثي نفسه عدد شكلي يمثل مثلث.
إن مجموع عددين مثلثيين متتاليين يعطي عدد مربعي.
{\displaystyle T_{n}+T_{n-1}=\left({\frac {n^{2}}{2}}+{\frac {n}{2}}\right)+\left({\frac {\left(n-1\right)^{2}}{2}}+{\frac {n-1}{2}}\right)=\left({\frac {n^{2}}{2}}+{\frac {n}{2}}\right)+\left({\frac {n^{2}}{2}}-{\frac {n}{2}}\right)=n^{2}.}
وهذه العلاقة تمثل رسومياً كالتالي:
| 16 |  | 25 |  |

## خاصيات
- لا يوجد عدد مثلثي مكعب باستثناء 1 و0 حسب حدسية كاتالان
- تكون الأعداد المثلثي ذا الترتيب 1, 2 ,3 ,4 ...,n على التوالي : فردية - فردية - زوجية - زوجية - فردية - فردية - زوجية - زوجية - ...
- لم يعثر بعد على عدد مثلثي مربعي مخمسي في نفس الوقت.
- مجموع مقاليب الأعداد المثلثية تساوي واحد {\displaystyle {1 \over 1}+{1 \over 3}+{1 \over 6}+{1 \over 10}+{1 \over 15}+...=2} و هو مساو أيضا لمجموع مقاليب قوة 2.

## فحص الأعداد المثلثية
يكون العدد x عدداً مثلثياً إذا كان العدد n في العلاقة التالية عددا صحيحا:
{\displaystyle n={\frac {{\sqrt {8x+1}}-1}{2}}.}

## وصلات خارجية
- Triangular numbers at cut-the-knot
- There exist triangular numbers that are also square at cut-the-knot
- إيريك ويستاين، عدد مثلثي، ماثوورلد Mathworld (باللغة الإنكليزية).